# Farma Wiatrowa Szybowice
Farma Wiatrowa Szybowice – elektrownia wiatrowa w pobliżu Szybowic, Rudziczki i Mieszkowic, na terenie gminy Prudnik, powiatu prudnickiego, województwa opolskiego. Składa się z 17 wiatraków o łącznej mocy 37,4 MW.

## Historia
W latach 2011–2013 do budowy farmy wiatrowej składającej się z 19 turbin między Szybowicami, Rudziczką i Mieszkowicami przygotowywała się firma Green Bear Szybowice. Była własnością zarejestrowanej w Luksemburgu spółki Green Bear z siedzibą w Warszawie. W 2013 firma otrzymała pozwolenie na rozpoczęcie budowy farmy. Do budowy jednak nie doszło ze względu na zaostrzenie zasad lokalizacji elektrowni wiatrowych w 2016.
W marcu 2024 spółka Energa Green Development, należąca do Grupy Orlen, przejęła projekt budowy elektrowni od spółek Onde i Goalscreen Holdings Limited. Budowa zespołu pierwszych turbin Farmy Wiatrowej Szybowice ruszyła w marcu 2025. Etap montażu 17 turbin wiatrowych zakończył się w czerwcu 2025. Uruchomienie produkcji energii elektrycznej odbyło się 25 czerwca 2025.

## Dane techniczne
- turbiny: Vestas V110[8]
- wysokość całkowita turbiny: 180 m[9]
- liczba elektrowni: 17[6]
- moc jednej elektrowni: 2,2 MW[6]
- moc łączna: 37,4 MW[6]